# Carolina Gynning

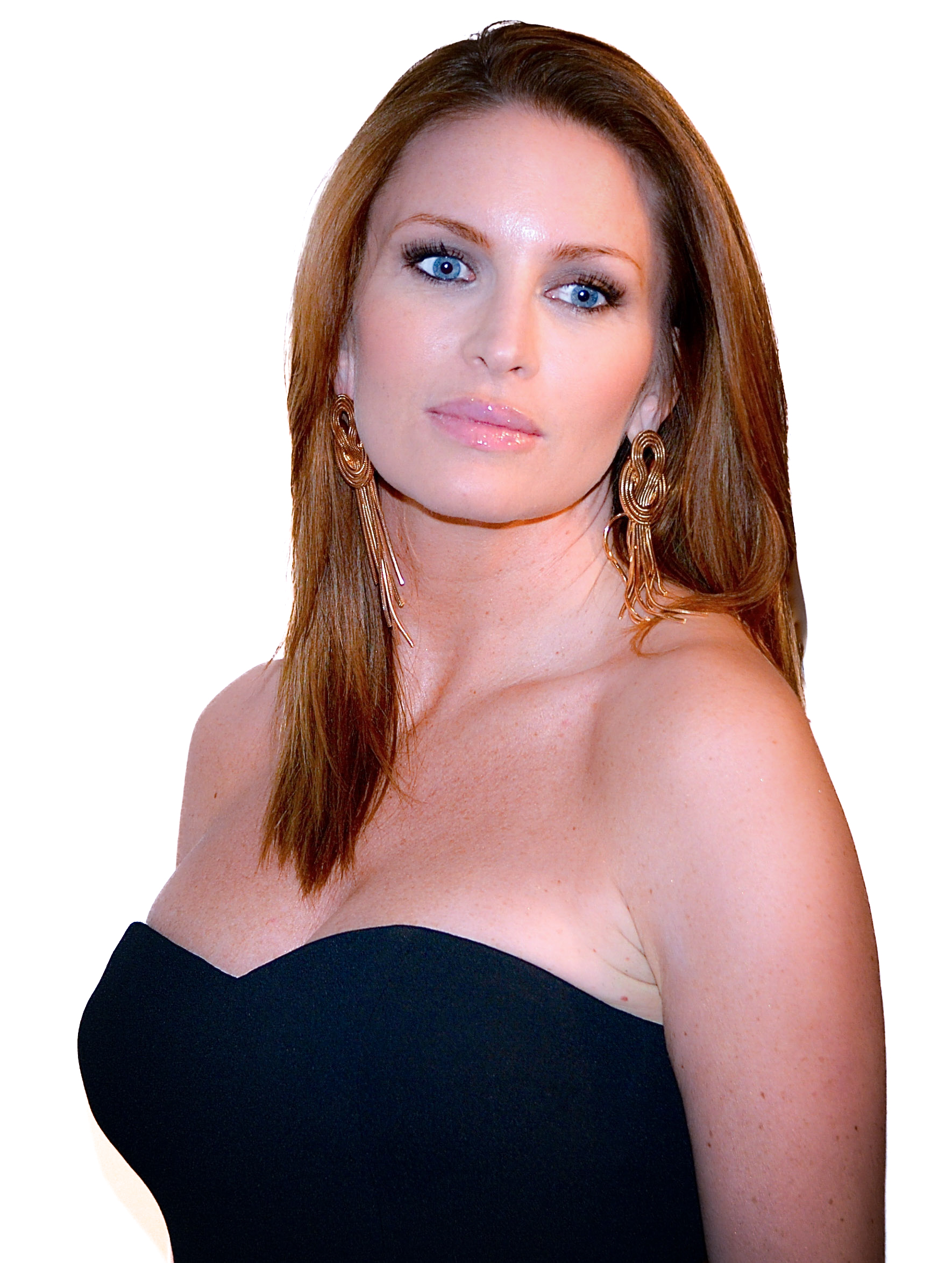
Carolina Gynning

Carolina Gynning Nilsson (nascida em 6 de outubro de 1978 em Malmö, Skåne, Suécia) é uma modelo, reporter esportiva e personalidade televisiva. é mais conhecida por ter participado do Reality Show sueco denominando American Idol. Gynning também é pintora, cantora e autora, é uma das personalidades mais conhecidas da Suécia.

## Autora
Em 2005 Gynning escreveu um livro chamado Ego Girl, no qual descreve como iniciou sua carreira de modelo com 17 em meio a mundo de glamour e drogas. Em 2008 em uma reportagem, Gynning disse estar preparando uma continuação agora chamado de Ego Woman

## Filmografia na TV
| Ano  | Programa                        | Obs:                       |
| ---- | ------------------------------- | -------------------------- |
| 2006 | Studio F1                       | Reporter                   |
| 2006 | Förkväll                        |                            |
| 2007 | Idol 2007                       | Presenter with Carina Berg |
| 2008 | I huvudet på Gynning            |                            |
| 2008 | Hitmakers                       |                            |
| 2008 | Stars on Ice                    |                            |
| 2009 | I Survived a Japanese Game Show |                            |

## Presenças em programas de TV
| Years | Program                  | Notes           |
| ----- | ------------------------ | --------------- |
| 2004  | Big Brother              | Participants    |
| 2005  | Fångarna på fortet       | Participants    |
| 2006  | Let's Dance (TV-program) | Participants    |
| 2006  | 45 Minuter               | Guest           |
| 2006  | Studio Virtanen          | Guest           |
| 2007  | Klick                    | Gäst            |
| 2007  | Roomservice (TV-program) | Guest           |
| 2007  | Fråga Olle               | Guest           |
| 2008  | Vakna med The Voice      | Recurring Guest |
| 2008  | Lilla Al-Fadji & Co      | Guest           |
| 2008  | Robins                   | Gäst            |
| 2008  | Videokväll hos Luuk      | Guest           |
| 2008  | Efter tio                | Guest           |
| 2008  | Kobra (TV-program)       | Guest           |
| 2008  | Idol 2008                |                 |
| 2009  | Nyhetsmorgon             |                 |
| 2009  | Årets tv-tittare         |                 |
| 2009  | Grammisgalan             |                 |
| 2009  | Hjälp! (TV-série)        |                 |

## Discografia
| Ano  | Título                           |
| ---- | -------------------------------- |
| -    | "I Will Never Give It Up"        |
| 2008 | "Allt jag tar på blir till guld" |

### Filmes
| Anor | Filme              | Papel | Notas |
| ---- | ------------------ | ----- | ----- |
| 2004 | Happily Ever After | Zoe   |       |